# اولد نیوی

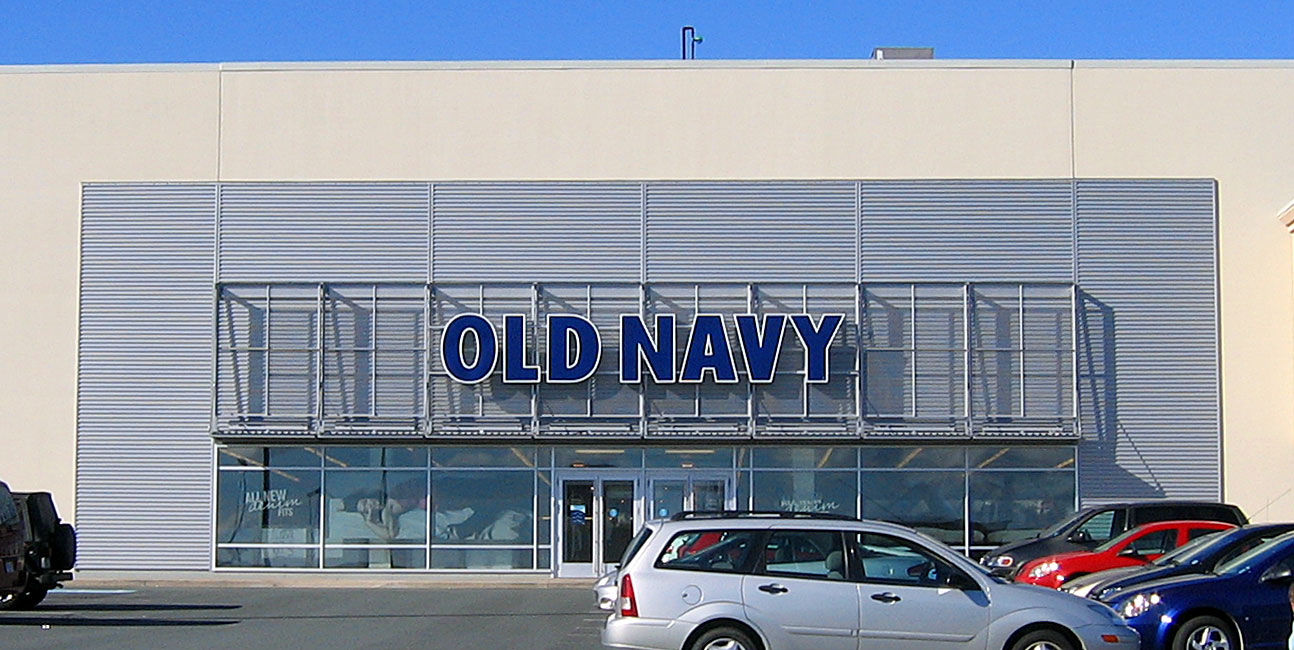
شعبه‌ای از فروشگاه‌های اولد نیوی در هلیفکس، نوا اسکوشیا

اولد نیوی (انگلیسی: Old Navy) شرکت پوشاک آمریکایی است، که در زمینه تولید و توزیع انواع لباس، کفش و کالای لوکس فعالیت می‌نماید.
شرکت اولد نیوی در سال ۱۹۹۴ توسط شرکت گپ اینکورپوریتد راه‌اندازی شد و در حال حاضر مالک شبکه‌ای از ۱٫۰۲۰ بوتیک لباس در کشورهای مختلف می‌باشد. دفتر مرکزی این شرکت در شهر سان فرانسیسکو، ایالات متحده آمریکا قرار دارد.